# 唐际盛
唐际盛（1583年—1641年），原名唐玉，字士瑩，號穀知，又號遜庵，福建兴化府莆田县人，明朝政治人物。

## 生平
萬曆三十一年（1603年）癸卯科福建乡试举人，萬曆三十五年（1607年）丁未科進士，工部觀政，本年八月授祁门知县，疑狱积案，片言立剖，刷夙弊，革火耗，禁豪族，射利病民。三十八年调嘉定县，祁人闭城留之，拒嘉定来迎者，曰：毋夺吾天！因不果往，遂保留祁门县。
萬曆四十一年（1613年）升户部主事，四十三年升象房草场，督昌平粮储，却例金八千两，奏还内府。四十五年升员外。
同年，升真定府知府，釐弊剔奸，如在祁时。四十七年考察，以失吏垣意归。
天启二年（1622年），起復广平府知府。天启四年，改名唐际盛。天启五年（1625年），起为杭州府知府，杭多豪猾，闻际盛威名，肃然咸就绳束，他郡邑有盆冤，争求直于际盛，日剖数十案，无一遁情。织造钱粮万计，令诸商回兑给发，耗羡尽蠲。天启六年（1626年），升浙江副使，七年升参政，督饷入京，赐宴。
崇祯元年（1628年），升按察使，二年加右布政，三年加左布政，际盛官浙西久，冰心铁面，屏绝交际，寻升南京提督操江右佥都御史。甫抵任，深叹武备废弛，因大治战舰，广募水兵，清猾吏，宁璫蹈饘克饷万三千两，奏追给战士。摘奸徒李福、程心泰奥援某尚书及假惠王金牌事，悉置之法，朝廷纪其名于屏。粤寇蹂躏江右，召赴援，舳舻蔽空而下，贼闻风解散，降玺书，有「实心任事，素著廉干」之褒。丁外艰，闻讣徙跣归，哀毁病卒，年五十九。

## 家族
曾祖唐時雨，通判。祖父唐维宁。父唐端尚。母鄭氏。重庆下。弟珂、珫、玙。